# Campeonato Africano de Voleibol Masculino
O Campeonato Africano de Voleibol Masculino é um torneio organizado a cada dois anos pela Confederação Africana de Voleibol (CAVB). A primeira edição ocorreu em 1967, em Tunes. A Tunísia é a maior detentora de títulos, com onze.

## História
O torneio começou a ser disputado em 1971, em Tunes, mas a partir de 1987 passou a ser realizada a cada dois anos. A Tunísia é a maior campeã (onze títulos), e disputa com o Egito (oito títulos) o status de maior força do voleibol masculino na África.
Historicamente, Argélia e Camarões rivalizam em busca do status de terceira força, embora já tenham sido campeões em duas oportunidades cada. Seleções que já obtiveram resultados significativos, como Líbia, Nigéria, Madagascar, África do Sul e Guiné, já não participam da competição regularmente. Além dessas o Marrocos, detentor de três bronzes, demonstra crescimento no cenário recente, ameaçando a zona de conforto de argelinos e camaroneses.

## Quadro geral
| Ordem | País          | Medalha de ouro | Medalha de prata | Medalha de bronze | Total |
| ----- | ------------- | --------------- | ---------------- | ----------------- | ----- |
| 1     | Tunísia       | 11              | 7                | 2                 | 20    |
| 2     | Egito         | 9               | 6                | 3                 | 18    |
| 3     | Camarões      | 2               | 5                | 5                 | 12    |
| 4     | Argélia       | 2               | 4                | 6                 | 12    |
| 5     | Líbia         | 0               | 1                | 1                 | 2     |
| 6     | Nigéria       | 0               | 1                | 0                 | 1     |
| 7     | Marrocos      | 0               | 0                | 3                 | 3     |
| 8     | Madagáscar    | 0               | 0                | 2                 | 2     |
| 9     | África do Sul | 0               | 0                | 1                 | 1     |
| 9     | Guiné         | 0               | 0                | 1                 | 1     |